# Радостен шум
„Радостен шум“ (на английски: Joyful Noise) е американска музикална комедия от 2012 г., написан и режисиран от Тод Граф, с участието на Куин Латифа, Доли Партън, Кики Палмър, Джеръми Джордан, Кортни Б. Ванс и Крис Кристофърсън. Премиерата на филма е на 13 януари 2012 г. от „Уорнър Брос Пикчърс“.